# Rezina (condado)
Rezina é um condado (ou distrito) da Moldávia. Sua capital é a cidade de Rezina.